# Ernst Theodor Flössel
Ernst Theodor Flössel (* 8. Mai 1838 in Zittau; † 8. November 1905 in Laubegast) war ein evangelisch-lutherischer Pfarrer und Autor.

## Leben und Wirken
Flössel, ein Sohn des Lehrers und späteren Pfarrers Ernst August Flössel, wurde nach dem Besuch des Gymnasiums in Zittau und der Universität Leipzig  1862 zunächst Lehrer in Zittau. Ab 1864 war er als lutherischer Pfarrer in Neusalza tätig, 1876 wechselte er als Diakon nach St. Petri in Freiberg und 1883 wurde er Pfarrer zu St. Johannis in Freiberg. 1886 wurde Flössel emeritiert.

## Publikationen
- Wie steht der Christ gerüstet in Zeiten schwerer Versuchungen? Predigt, in der Kriegszeit 1866 gehalten. Neugersdorf, 1866.
- Die Friedensglocke im deutschen Lande. Predigt zum deutschen Friedensdankfest. Selbstverlag, 1871.
- Zur Versöhnung mit der Kirche. Eine Gegenwehr gegen die Angriffe unserer evangelischen Landeskirche. Selbstverlag.
- Das Halleluja unseres Jubelfestes. Predigt zum 200jährigen Jubiläum der Stadt Neusalza. 1871.